# Курсель, Виктор Магнусович
Виктор Магнусович Курсель (25 декабря 1836 — 22 сентября 1904) — русский военачальник, генерал от инфантерии (1900), участник Русско-турецкой войны 1877—1878 годов. 

## Биография
Родился в 1836 году в дворянской семье, записанной в дворянские книги по Рязанской губернии.
Окончил 2-й Московский кадетский корпус. По состоянию на 1868 год служил офицером в 8-м стрелковом батальоне. В 1869 году назначен командиром 12-го стрелкового батальона. 
Полковник (1874). В ходе Русско-турецкой войны 1877—1878 годов в том же чине сражался в составе отряда генерал-майора Владимира Добровольского, участвовал в битве при Ловче.
Отличился личной храбростью в ходе неудачного третьего штурма Плевны, в ходе которого был контужен и отправлен для лечения в Россию. За свои действия в Русско-турецкой войне был награжден орденом Святого Владимира IV степени с мечами и орденом Святого Станислава II степени с мечами (1878).
После излечения от последствий контузии, полковник Курсель принял под своё командование 139-й Моршанский пехотный полк. В 1884 году был повышен до генерал-майора и назначен начальником 2-й Восточно-Сибирской стрелковой бригады. 
С 1894 года — генерал-лейтенант и начальник 8-й пехотной дивизии. В 1900 году вышел в отставку с производством в чин генерала от инфантерии.
Скончался генерал Курсель в 1904 году.